# 赫貝克河
51°25′56.76″N 8°32′35.94″E / 51.4324333°N 8.5433167°E
赫貝克河（德語：Höbecke），是德國的河流，位於該國西部，處於北萊茵-威斯特法倫州，屬於貝爾梅克河的右支流，河道全長1.8公里，流域面積1.1平方公里。